# يريم
يريم هي إحدى مدن الجمهورية اليمنية. تتبع جغرافيا لمحافظة إب تتبع إدارياً مديرية يريم. يبلغ تعداد سكانها 66073 نسمة حسب الإحصاء الذي أجري عام 2004م وحالياً يبلغ تعداد سكان #يريم 300000 نسمة #2025م وتضم اكثر من 12 عزلة والآلاف من القرى. #النشاط_الصناعي: الزراعة والتجارة وصناعة الحرف اليدوية واليد العاملة, والمشغولات اليدوية وغيرها. التقسيم_الاداري: تتبع محافظة_إب وسط اليمن وهي مدينة تاريخية وحضارية وثقافية وبها القلعة 🏯 التركية والمدينة القديمة والمدينة الجديدة وابوابها الـ 15 وسورها القديم وجوامعها ومساجدها التاريخية والأثرية, و80 سداً قال الشاعر: وفي البقعة الخضراء من أرض يحصبٍ ** ثمانون سدا تقدف الماء سائلاً.  والحمامات التركية, وجبالها الشامخة جبل يحصب وشربوب وقلة بني مسلم ومبانيها التاريخية الجميلة. وناسها الطيبون. وتضم اكثر من 66 حارة. وتحيط بها الخضرة والوديان من كل جانب. #سكنها الملوك الحميريين وذو رعين وغيرهم وكانت ظفار عاصمة لها. تقع يري#الموقع_الجغرافي: تقع وسط اليمن وتقع جنوب العاصمة #صنعاء وتبعد عنها 120كم.

## المناخ
يظهر الجدول التالي التغييرات المناخية على مدار السنة ليريم:
| البيانات المناخية لـيريم          | البيانات المناخية لـيريم | البيانات المناخية لـيريم | البيانات المناخية لـيريم | البيانات المناخية لـيريم | البيانات المناخية لـيريم | البيانات المناخية لـيريم | البيانات المناخية لـيريم | البيانات المناخية لـيريم | البيانات المناخية لـيريم | البيانات المناخية لـيريم | البيانات المناخية لـيريم | البيانات المناخية لـيريم | البيانات المناخية لـيريم |
| الشهر                             | يناير                    | فبراير                   | مارس                     | أبريل                    | مايو                     | يونيو                    | يوليو                    | أغسطس                    | سبتمبر                   | أكتوبر                   | نوفمبر                   | ديسمبر                   | المعدل السنوي            |
| --------------------------------- | ------------------------ | ------------------------ | ------------------------ | ------------------------ | ------------------------ | ------------------------ | ------------------------ | ------------------------ | ------------------------ | ------------------------ | ------------------------ | ------------------------ | ------------------------ |
| متوسط درجة الحرارة الكبرى °م (°ف) | 19.6 (67.3)              | 21.2 (70.2)              | 23.5 (74.3)              | 23.4 (74.1)              | 24.9 (76.8)              | 26.8 (80.2)              | 24.5 (76.1)              | 24.0 (75.2)              | 24.0 (75.2)              | 22.4 (72.3)              | 19.9 (67.8)              | 19.3 (66.7)              | 22.8 (73.0)              |
| المتوسط اليومي °م (°ف)            | 10.5 (50.9)              | 11.3 (52.3)              | 14.3 (57.7)              | 15.0 (59.0)              | 16.9 (62.4)              | 17.8 (64.0)              | 18.3 (64.9)              | 17.9 (64.2)              | 16.7 (62.1)              | 15.1 (59.2)              | 12.7 (54.9)              | 11.5 (52.7)              | 14.8 (58.7)              |
| متوسط درجة الحرارة الصغرى °م (°ف) | 1.4 (34.5)               | 1.4 (34.5)               | 5.2 (41.4)               | 6.7 (44.1)               | 8.9 (48.0)               | 8.9 (48.0)               | 12.2 (54.0)              | 11.8 (53.2)              | 9.5 (49.1)               | 7.9 (46.2)               | 5.5 (41.9)               | 3.7 (38.7)               | 6.9 (44.5)               |
| الهطول مم (إنش)                   | 9 (0.4)                  | 12 (0.5)                 | 23 (0.9)                 | 57 (2.2)                 | 50 (2.0)                 | 18 (0.7)                 | 85 (3.3)                 | 123 (4.8)                | 39 (1.5)                 | 8 (0.3)                  | 9 (0.4)                  | 4 (0.2)                  | 437 (17.2)               |
| المصدر: Climate-Data.org          |                          |                          |                          |                          |                          |                          |                          |                          |                          |                          |                          |                          |                          |